# KRC Genk Ladies in het seizoen 2021/22
Deze pagina beschrijft de prestaties van voetbalclub KRC Genk Ladies in het seizoen 2021-2022.

## Kern

### Spelerskern
| Nr.           | Naam                  | Nationaliteit | Geboortedatum |
| ------------- | --------------------- | ------------- | ------------- |
| Keepers       |                       |               |               |
| 1             | Aukje van Seijst      | Nederland     | 10-12-2000    |
| 50            | Maren Van Wijngaarden | België        | 07-01-2003    |
| 55            | Kato Vanheusden       | België        | 08-07-2002    |
| Verdedigers   |                       |               |               |
| 2             | Silke Sneyers         | België        | 17-09-1992    |
| 3             | Tatum Verhoeven       | Nederland     | 25-01-2002    |
| 11            | Janne Geers           | België        | 21-07-2001    |
| 14            | Sterre Gielen         | België        | 11-02-2002    |
| 18            | Gwyneth Vanaenrode    | België        | 25-05-2000    |
| 23            | Fleur Bienkens        | België        | 01-03-2003    |
| 31            | Wen-Yue Bauwens       | Nederland     | 11-06-2003    |
| 43            | Luna Vanhoudt         | België        | 10-04-2004    |
| Middenvelders |                       |               |               |
| 6             | Lorène Martin         | België        | 29-07-1992    |
| 10            | Sien Vandersanden     | België        | 03-05-2002    |
| 15            | Lotte Van den Steen   | België        | 26-06-1996    |
| 17            | Kelsey Geraedts       | Nederland     | 13-08-2000    |
| 20            | Jorien Voets          | België        | 04-12-2003    |
| 33            | Emily Steijvers       | België        | 20-01-2003    |
| 49            | Noemi Gorga           | België        | 24-05-2005    |
| 66            | Fleur Pauwels         | België        | 10-03-2003    |
| Aanvallers    |                       |               |               |
| 7             | Julia Ibes            | Nederland     | 15-10-1999    |
| 9             | Lisa Petry            | België        | 12-02-2001    |
| 21            | Anissa Giuga          | België        | 09-05-2005    |
| 27            | Tess Wils             | België        | 30-08-2002    |

- Aanvoerder

### Technische staf
| Functie            | Naam                  | Nationaliteit |
| ------------------ | --------------------- | ------------- |
| Coach              | Guido Brepoels        | België        |
| Assistent-coach    | Sarah Geurts          | België        |
| Assistent-coach    | David Pereira Antunes | België        |
| Keeperstrainer     | Donald Kühn           | België        |
| Teammanager        | Hans Bergans          | België        |
| Team afgevaardigde | Koen Vrysen           | België        |
| Dokter             | Nathalie Odeur        | België        |
| Medische staf      | Martin Ackermann      | België        |

## Uitrustingen
Shirtsponsor: Wilms
Sportmerk: Nike

## Oefenwedstrijden
Hieronder een overzicht van de oefenwedstrijden die KRC Genk Ladies tijdens het seizoen 2021/22 speelde.
| Datum      | Thuis/Uit | Tegenstander                 | Score |
| ---------- | --------- | ---------------------------- | ----- |
| 24-07-2021 | Uit       | Kontich FC                   | 2 – 1 |
| 05-08-2021 | Thuis     | Royal Football Club de Liège | 7 – 0 |
| 08-08-2021 | Uit       | Club YLA                     | 2 – 0 |
| 13-01-2022 | Thuis     | PSV                          | 2 – 1 |

## Beker van België
| Wedstrijddetails                                   | Thuisploeg                                                                             | Uitslag                                   | Uitploeg              | Opstelling | Kaarten    |
| -------------------------------------------------- | -------------------------------------------------------------------------------------- | ----------------------------------------- | --------------------- | --- | ---------- |
| 24 september 2021 20:30 Genk Ref.: Pierre Michiels | KRC Genk Ladies                                                                        | 4 – 0                                     | Sporting Charleroi    | Van Seijst, Sneyers, Martin, Petry (70' Ibes), Vandersanden , Geers, Duijsters (86' Giuga), Gielen, Geraedts, Vanhoudt (70' Van den Steen), Pauwels (78' Voets) |            |
| 24 september 2021 20:30 Genk Ref.: Pierre Michiels | Petry 14' Pauwels 33' Geers 44' Vanhoudt 51'                                           | 1 – 0 2 – 0 3 – 0 4 – 0                   |                       | Van Seijst, Sneyers, Martin, Petry (70' Ibes), Vandersanden , Geers, Duijsters (86' Giuga), Gielen, Geraedts, Vanhoudt (70' Van den Steen), Pauwels (78' Voets) |            |
| 29 oktober 2021 20:30 Genk Ref.: Thomas Vansichen  | KRC Genk Ladies                                                                        | 7 – 0                                     | Club Luik             | Van Seijst, Sneyers (61' Gielen), Martin, Petry, Vandersanden , Geers, Duijsters (75' Vanaenrode), Geraedts, (79' Steijvers), Voets, Giuga (61' Ibes), Pauwels  |            |
| 29 oktober 2021 20:30 Genk Ref.: Thomas Vansichen  | Geers 22' Geraedts 31' Geraedts 51' Duijsters 53' Martin 61' Ibes 65' Vandersanden 73' | 1 – 0 2 – 0 3 – 0 4 – 0 5 – 0 6 – 0 7 – 0 |                       | Van Seijst, Sneyers (61' Gielen), Martin, Petry, Vandersanden , Geers, Duijsters (75' Vanaenrode), Geraedts, (79' Steijvers), Voets, Giuga (61' Ibes), Pauwels  |            |
| 4 december 2021 16:00 Genk Ref.: Alain Sterkmans   | KRC Genk Ladies                                                                        | 1 – 2                                     | Club YLA              | Van Wijngaarden, Sneyers (66' Duijsters), Martin, Petry, Geers, Gielen , Van den Steen (80' Voets), Geraedts, Giuga (80' Jermei), Vanhoudt, Pauwels             | 75' Gielen |
| 4 december 2021 16:00 Genk Ref.: Alain Sterkmans   | Petry 20'                                                                              | 1 – 0 1 – 1 1 – 2                         | 47' Minnaert 51' Guns | Van Wijngaarden, Sneyers (66' Duijsters), Martin, Petry, Geers, Gielen , Van den Steen (80' Voets), Geraedts, Giuga (80' Jermei), Vanhoudt, Pauwels             | 75' Gielen |

## Scooore Super League
| Wedstrijddetails                                                                     | Thuisploeg                                                                                | Uitslag                                         | Uitploeg                                                                      | Opstelling | Kaarten                                                                             |
| ------------------------------------------------------------------------------------ | ----------------------------------------------------------------------------------------- | ----------------------------------------------- | ----------------------------------------------------------------------------- | --- | ----------------------------------------------------------------------------------- |
| Competitie                                                                           |                                                                                           |                                                 |                                                                               | |                                                                                     |
| 28 augustus 2021 15:00 Zulte Ref.: Caroline Lanssens                                 | SV Zulte Waregem                                                                          | 3 – 0                                           | KRC Genk Ladies                                                               | Van Seijst, Sneyers, Martin, Petry, Vandersanden (73' Bauwens), Duijsters (46' Giuga), Gielen, Geraedts (46' Ibes), Voets (73' Gorga), Vanhoudt, Pauwels                         | 90' Gorga                                                                           |
| 28 augustus 2021 15:00 Zulte Ref.: Caroline Lanssens                                 | Camps 33' Scherrens 39' De Priester 77'                                                   | 1 – 0 2 – 0 3 – 0                               |                                                                               | Van Seijst, Sneyers, Martin, Petry, Vandersanden (73' Bauwens), Duijsters (46' Giuga), Gielen, Geraedts (46' Ibes), Voets (73' Gorga), Vanhoudt, Pauwels                         | 90' Gorga                                                                           |
| 4 september 2021 14:00 Aalst Ref.: Bram De Clercq                                    | SC Eendracht Aalst                                                                        | 0 – 4                                           | KRC Genk Ladies                                                               | Van Seijst, Sneyers, Vanhoudt (73' Bauwens), Martin, Pauwels (73' Ibes), Petry (73' Giuga), Vandersanden , Geers (80' Steijvers), Duijsters, Gielen, Geraedts                    |                                                                                     |
| 4 september 2021 14:00 Aalst Ref.: Bram De Clercq                                    |                                                                                           | 0 – 1 0 – 2 0 – 3 0 – 4                         | 25' Duijsters 27' Petry 39' Duijsters 57' Petry                               | Van Seijst, Sneyers, Vanhoudt (73' Bauwens), Martin, Pauwels (73' Ibes), Petry (73' Giuga), Vandersanden , Geers (80' Steijvers), Duijsters, Gielen, Geraedts                    |                                                                                     |
| 10 september 2021 20:30 Genk Ref.: Jana Van Laere                                    | KRC Genk Ladies                                                                           | 7 – 1                                           | Sporting Charleroi                                                            | Van Seijst, Sneyers, Martin, Petry (72' Giuga), Vandersanden , Geers, Duijsters (83' Wils), Gielen, Geraedts, Vanhoudt (74' Voets), Pauwels (72' Ibes)                           |                                                                                     |
| 10 september 2021 20:30 Genk Ref.: Jana Van Laere                                    | Martin 8' Petry 28' Duijsters 57' Duijsters 61' Duijsters 63' Duijsters 75' Duijsters 79' | 0 – 1 1 – 1 2 – 1 3 – 1 4 – 1 5 – 1 6 – 1 7 – 1 | 1' Duterne                                                                    | Van Seijst, Sneyers, Martin, Petry (72' Giuga), Vandersanden , Geers, Duijsters (83' Wils), Gielen, Geraedts, Vanhoudt (74' Voets), Pauwels (72' Ibes)                           |                                                                                     |
| 28 september 2021 20:30 Genk Ref.: Pieter Vandevenne                                 | KRC Genk Ladies                                                                           | 1 – 2                                           | RSC Anderlecht                                                                | Van Seijst, Sneyers, Martin, Petry, Vandersanden , Geers, Duijsters (82' Van den Steen), Gielen, Geraedts, Vanhoudt (60' Vanaenrode), Pauwels (70' Ibes)                         | 75' Martin                                                                          |
| 28 september 2021 20:30 Genk Ref.: Pieter Vandevenne                                 | Duijsters 34'                                                                             | 1 – 0 1 – 1 1 – 2                               | 70' Wullaert 90' Wullaert                                                     | Van Seijst, Sneyers, Martin, Petry, Vandersanden , Geers, Duijsters (82' Van den Steen), Gielen, Geraedts, Vanhoudt (60' Vanaenrode), Pauwels (70' Ibes)                         | 75' Martin                                                                          |
| 2 oktober 2021 16:15 Aalter Ref.: Florian Stove                                      | Club YLA                                                                                  | 1 – 0                                           | KRC Genk Ladies                                                               | Van Seijst, Sneyers (86' Voets), Martin (74' Ibes), Pauwels, Petry, Vandersanden , Geers, Duijsters, Gielen, Geraedts, Vanaenrode (77' Van den Steen)                            |                                                                                     |
| 2 oktober 2021 16:15 Aalter Ref.: Florian Stove                                      | Guns 71'                                                                                  | 1 – 0                                           |                                                                               | Van Seijst, Sneyers (86' Voets), Martin (74' Ibes), Pauwels, Petry, Vandersanden , Geers, Duijsters, Gielen, Geraedts, Vanaenrode (77' Van den Steen)                            |                                                                                     |
| 8 oktober 2021 20:30 Genk Ref.: Marnic Claes                                         | KRC Genk Ladies                                                                           | 1 – 1                                           | KAA Gent Ladies                                                               | Van Seijst, Martin, Petry, Vandersanden , Geers, Duijsters, Gielen, Geraedts, Vanaenrode, Vanhoudt, Pauwels (73' Giuga)                                                          |                                                                                     |
| 8 oktober 2021 20:30 Genk Ref.: Marnic Claes                                         | Giuga 86'                                                                                 | 0 – 1 1 – 1                                     | 75' Eijken                                                                    | Van Seijst, Martin, Petry, Vandersanden , Geers, Duijsters, Gielen, Geraedts, Vanaenrode, Vanhoudt, Pauwels (73' Giuga)                                                          |                                                                                     |
| 16 oktober 2021 14:00 King Power at Den Dreef Stadion Heverlee Ref.: Sylvie Deckers  | OH Leuven                                                                                 | 2 – 0                                           | KRC Genk Ladies                                                               | Van Seijst, Sneyers (77' Steijvers), Petry, Vandersanden , Geers, Duijsters, Gielen, Geraedts (83' Wils), Vanaenrode (46' Giuga), Vanhoudt (46' Voets), Pauwels                  | 90' Duijsters                                                                       |
| 16 oktober 2021 14:00 King Power at Den Dreef Stadion Heverlee Ref.: Sylvie Deckers  | Eurlings 5' Tysiak 16'                                                                    | 1 – 0 2 – 0                                     |                                                                               | Van Seijst, Sneyers (77' Steijvers), Petry, Vandersanden , Geers, Duijsters, Gielen, Geraedts (83' Wils), Vanaenrode (46' Giuga), Vanhoudt (46' Voets), Pauwels                  | 90' Duijsters                                                                       |
| 5 november 2021 20:30 Genk Ref.: Caroline Lanssens                                   | KRC Genk Ladies                                                                           | 1 – 4                                           | Standard Luik                                                                 | Van Seijst, Sneyers, Martin, Petry (55' Ibes), Vandersanden , Duijsters, Gielen, Geraedts (73' Voets), Vanaenrode, Vanhoudt (46' Giuga), Pauwels                                 | 66' Pauwels                                                                         |
| 5 november 2021 20:30 Genk Ref.: Caroline Lanssens                                   | Giuga 58'                                                                                 | 0 – 1 0 – 2 1 – 2 1 – 3 1 – 4                   | 32' Vanmechelen 41' Merkelbach 62' Lewerissa 76' Lewerissa                    | Van Seijst, Sneyers, Martin, Petry (55' Ibes), Vandersanden , Duijsters, Gielen, Geraedts (73' Voets), Vanaenrode, Vanhoudt (46' Giuga), Pauwels                                 | 66' Pauwels                                                                         |
| 10 november 2021 20:00 Fallonstadion Woluwe-Saint-Lambert Ref.: Murat Sakizci        | Fémina White Star Woluwe                                                                  | 0 – 1                                           | KRC Genk Ladies                                                               | Van Seijst, Sneyers, Martin, Petry (1' Duijsters), Vandersanden , Geers, Gielen, Voets, Giuga (62' Ibes), Vanhoudt (62' Vanaenrode), Pauwels                                     | 67' Vandersanden 71' Ibes                                                           |
| 10 november 2021 20:00 Fallonstadion Woluwe-Saint-Lambert Ref.: Murat Sakizci        |                                                                                           | 0 – 1                                           | 27' Vandersanden                                                              | Van Seijst, Sneyers, Martin, Petry (1' Duijsters), Vandersanden , Geers, Gielen, Voets, Giuga (62' Ibes), Vanhoudt (62' Vanaenrode), Pauwels                                     | 67' Vandersanden 71' Ibes                                                           |
| 13 november 2021 16:00 Lotto Park Anderlecht Ref.: Andy Denuit                       | RSC Anderlecht                                                                            | 6 – 1                                           | KRC Genk Ladies                                                               | Van Seijst, Sneyers, Vanhoudt (81' Van den Steen), Martin, Pauwels, Petry (81' Wils), Geers, Duijsters (64' Giuga), Gielen , Vanaenrode (73' Geraedts), Voets                    |                                                                                     |
| 13 november 2021 16:00 Lotto Park Anderlecht Ref.: Andy Denuit                       | Wijnants 4' Gelders 16' Wullaert 29' Wullaert 36' Wijnants 38' Maximus 69'                | 1 – 0 2 – 0 2 – 1 3 – 1 4 – 1 5 – 1 6 – 1       | 20' Petry                                                                     | Van Seijst, Sneyers, Vanhoudt (81' Van den Steen), Martin, Pauwels, Petry (81' Wils), Geers, Duijsters (64' Giuga), Gielen , Vanaenrode (73' Geraedts), Voets                    |                                                                                     |
| 20 november 2021 14:00 Cegeka Arena Genk Ref.: Klass Clerkx                          | KRC Genk Ladies                                                                           | 1 – 1                                           | SV Zulte Waregem                                                              | Van Seijst, Sneyers, Martin, Petry, Vandersanden , Geers, Duijsters, Gielen, Vanaenrode, Voets (77' Giuga), Pauwels (85' Geraedts)                                               |                                                                                     |
| 20 november 2021 14:00 Cegeka Arena Genk Ref.: Klass Clerkx                          | Giuga 82'                                                                                 | 0 – 1 1 – 1                                     | 8' Decoene                                                                    | Van Seijst, Sneyers, Martin, Petry, Vandersanden , Geers, Duijsters, Gielen, Vanaenrode, Voets (77' Giuga), Pauwels (85' Geraedts)                                               |                                                                                     |
| 10 december 2021 20:00 Genk Ref.: Sylvie Deckers                                     | KRC Genk Ladies                                                                           | 2 – 1                                           | SC Eendracht Aalst                                                            | Van Seijst, Sneyers, Martin, Petry, Vandersanden , Geers, Gielen (83' Giuga), Van den Steen, Geraedts (75' Duijsters), Vanaenrode (83' Vanhoudt), Pauwels                        |                                                                                     |
| 10 december 2021 20:00 Genk Ref.: Sylvie Deckers                                     | Geraedts 19' Van den Steen 49'                                                            | 0 – 1 1 – 1 2 – 1                               | 13' Van den Abbeele                                                           | Van Seijst, Sneyers, Martin, Petry, Vandersanden , Geers, Gielen (83' Giuga), Van den Steen, Geraedts (75' Duijsters), Vanaenrode (83' Vanhoudt), Pauwels                        |                                                                                     |
| 17 december 2021 20:00 Marcinelle Ref.: Julien Gabriel                               | Sporting Charleroi                                                                        | 0 – 4                                           | KRC Genk Ladies                                                               | Van Seijst, Sneyers (79' Voets), Martin, Pauwels (60' Duijsters), Petry (85' Giuga), Vandersanden , Geers, Gielen (85' Wils), Van den Steen, Geraedts, Vanaenrode (79' Vanhoudt) |                                                                                     |
| 17 december 2021 20:00 Marcinelle Ref.: Julien Gabriel                               |                                                                                           | 0 – 1 0 – 2 0 – 3 0 – 4                         | 5' Petry 21' Vandersanden 45' Gielen 90' Giuga                                | Van Seijst, Sneyers (79' Voets), Martin, Pauwels (60' Duijsters), Petry (85' Giuga), Vandersanden , Geers, Gielen (85' Wils), Van den Steen, Geraedts, Vanaenrode (79' Vanhoudt) |                                                                                     |
| 8 januari 2022 16:30 Genk Ref.: Pieter Vandevenne                                    | KRC Genk Ladies                                                                           | 2 – 0                                           | Club YLA                                                                      | Van Seijst, Sneyers, Martin, Petry, Vandersanden , Geers, Gielen (67' Duijsters), Van den Steen, Geraedts (89' Giuga), Vanaenrode, Pauwels                                       |                                                                                     |
| 8 januari 2022 16:30 Genk Ref.: Pieter Vandevenne                                    | Petry 44' Duijsters 80'                                                                   | 1 – 0 2 – 0                                     |                                                                               | Van Seijst, Sneyers, Martin, Petry, Vandersanden , Geers, Gielen (67' Duijsters), Van den Steen, Geraedts (89' Giuga), Vanaenrode, Pauwels                                       |                                                                                     |
| 21 januari 2022 20:30 Oostakker Ref.: Dunken Van de Velde                            | KAA Gent Ladies                                                                           | 0 – 1                                           | KRC Genk Ladies                                                               | Van Seijst, Sneyers, Martin (56' Giuga), Pauwels, Vandersanden , Geers, Duijsters, Gielen, Van den Steen (77' Vanhoudt), Geraedts, Vanaenrode (87' Voets)                        | 90' Gielen                                                                          |
| 21 januari 2022 20:30 Oostakker Ref.: Dunken Van de Velde                            |                                                                                           | 0 – 1                                           | 1' Geraedts                                                                   | Van Seijst, Sneyers, Martin (56' Giuga), Pauwels, Vandersanden , Geers, Duijsters, Gielen, Van den Steen (77' Vanhoudt), Geraedts, Vanaenrode (87' Voets)                        | 90' Gielen                                                                          |
| 28 januari 2022 20:30 Genk Ref.: Tom Stevens                                         | KRC Genk Ladies                                                                           | 2 – 1                                           | OH Leuven                                                                     | Van Seijst, Sneyers, Martin, Petry (60' Duijsters), Vandersanden , Geers, Gielen (89' Voets), Van den Steen (79' Vanhoudt), Geraedts, Vanaenrode, Pauwels                        | 59' Martin 87' Van Seijst                                                           |
| 28 januari 2022 20:30 Genk Ref.: Tom Stevens                                         | Cattoor (own) 33' Geraedts 69'                                                            | 1 – 0 2 – 0 2 – 1                               | 90' Onzia                                                                     | Van Seijst, Sneyers, Martin, Petry (60' Duijsters), Vandersanden , Geers, Gielen (89' Voets), Van den Steen (79' Vanhoudt), Geraedts, Vanaenrode, Pauwels                        | 59' Martin 87' Van Seijst                                                           |
| 12 februari 2022 14:00 Genk Ref.: Michael Lonnoy                                     | KRC Genk Ladies                                                                           | 7 – 1                                           | Fémina White Star Woluwe                                                      | Van Seijst, Sneyers (80' Voets), Martin (46' Duijsters), Petry, Vandersanden , Geers, Gielen, Van den Steen (46' Giuga), Geraedts (65' Kersten), Vanhoudt, Pauwels               | 73' Vanhoudt                                                                        |
| 12 februari 2022 14:00 Genk Ref.: Michael Lonnoy                                     | Geraedts 2' Geraedts 6' Van den Steen 14' Gielen 37' Geraedts 40' Duijsters 54' Petry 85' | 1 – 0 2 – 0 3 – 0 4 – 0 5 – 0 6 – 0 7 – 0 7 – 1 | 93' Simons                                                                    | Van Seijst, Sneyers (80' Voets), Martin (46' Duijsters), Petry, Vandersanden , Geers, Gielen, Van den Steen (46' Giuga), Geraedts (65' Kersten), Vanhoudt, Pauwels               | 73' Vanhoudt                                                                        |
| 26 februari 2022 14:00 Angleur Ref.: Viki De Cremer                                  | Standard Luik                                                                             | 1 – 1                                           | KRC Genk Ladies                                                               | Van Seijst, Sneyers, Martin (81' Giuga), Geers, Duijsters (65' Kersten), Gielen , Geraedts, Vanaenrode, Vanhoudt (46' Van den Steen), Pauwels                                    | 73' Gielen                                                                          |
| 26 februari 2022 14:00 Angleur Ref.: Viki De Cremer                                  | Van den Steen 47'                                                                         | 1 – 0 1 – 1                                     | 40' Marinucci                                                                 | Van Seijst, Sneyers, Martin (81' Giuga), Geers, Duijsters (65' Kersten), Gielen , Geraedts, Vanaenrode, Vanhoudt (46' Van den Steen), Pauwels                                    | 73' Gielen                                                                          |
| Play-Off 1                                                                           |                                                                                           |                                                 |                                                                               | |                                                                                     |
| 5 maart 2022 14:00 Zaventem Ref.: Hippolyte Diskeuve                                 | RSC Anderlecht                                                                            | 2 – 1                                           | KRC Genk Ladies                                                               | Van Seijst, Sneyers, Vanhoudt (67' Voets), Martin, Pauwels, Petry, Geers, Duijsters, Gielen , Geraedts (57' Kersten), Vanaenrode                                                 |                                                                                     |
| 5 maart 2022 14:00 Zaventem Ref.: Hippolyte Diskeuve                                 | Teulings 35' Wullaert 75'                                                                 | 0 – 1 1 – 1 2 – 1                               | 8' Duijsters                                                                  | Van Seijst, Sneyers, Vanhoudt (67' Voets), Martin, Pauwels, Petry, Geers, Duijsters, Gielen , Geraedts (57' Kersten), Vanaenrode                                                 |                                                                                     |
| 11 maart 2022 20:30 Genk Ref.: Caroline Lanssens                                     | KRC Genk Ladies                                                                           | 0 – 0                                           | Club YLA                                                                      | Van Seijst, Sneyers, Martin, Petry, Vandersanden , Geers, Duijsters (80' Giuga), Gielen, Van den Steen (73' Vanhoudt), Vanaenrode, Pauwels                                       | 56' Pauwels                                                                         |
| 11 maart 2022 20:30 Genk Ref.: Caroline Lanssens                                     |                                                                                           |                                                 |                                                                               | Van Seijst, Sneyers, Martin, Petry, Vandersanden , Geers, Duijsters (80' Giuga), Gielen, Van den Steen (73' Vanhoudt), Vanaenrode, Pauwels                                       | 56' Pauwels                                                                         |
| 18 maart 2022 20:30 Genk Ref.: Jana Van Laere                                        | KRC Genk Ladies                                                                           | 3 – 0                                           | Standard Luik                                                                 | Van Seijst, Sneyers, Martin, Petry (33' Giuga), Vandersanden , Duijsters (88' Ibes), Gielen, Van den Steen, Vanaenrode, Vanhoudt (80' Voets), Pauwels                            | 51' Gielen 83' Duijsters                                                            |
| 18 maart 2022 20:30 Genk Ref.: Jana Van Laere                                        | Duijsters 45' Vanaenrode 61' Van den Steen 68'                                            | 1 – 0 2 – 0 3 – 0                               |                                                                               | Van Seijst, Sneyers, Martin, Petry (33' Giuga), Vandersanden , Duijsters (88' Ibes), Gielen, Van den Steen, Vanaenrode, Vanhoudt (80' Voets), Pauwels                            | 51' Gielen 83' Duijsters                                                            |
| 27 maart 2022 18:00 King Power at Den Dreef Stadion Heverlee Ref.: Pieter Vandevenne | OH Leuven                                                                                 | 0 – 0                                           | KRC Genk Ladies                                                               | Van Seijst, Sneyers, Martin, Vandersanden , Geers, Duijsters (90' Steijvers), Gielen, Van den Steen (70' Voets), Vanaenrode, Vanhoudt (78' Giuga), Pauwels                       | 75' Gielen 90' Van Seijst                                                           |
| 27 maart 2022 18:00 King Power at Den Dreef Stadion Heverlee Ref.: Pieter Vandevenne |                                                                                           |                                                 |                                                                               | Van Seijst, Sneyers, Martin, Vandersanden , Geers, Duijsters (90' Steijvers), Gielen, Van den Steen (70' Voets), Vanaenrode, Vanhoudt (78' Giuga), Pauwels                       | 75' Gielen 90' Van Seijst                                                           |
| 16 april 2022 14:00 Cegeka Arena Genk Ref.: Sylvie Deckers                           | KRC Genk Ladies                                                                           | 0 – 6                                           | RSC Anderlecht                                                                | Van Seijst, Sneyers, Martin, Vandersanden , Geers, Duijsters, Van den Steen (46' Giuga), Vanaenrode, Voets (60' Steijvers), Vanhoudt (60' Kersten), Pauwels (85' Wils)           | 23' Geers 32' Sneyers                                                               |
| 16 april 2022 14:00 Cegeka Arena Genk Ref.: Sylvie Deckers                           |                                                                                           | 0 – 1 0 – 2 0 – 3 0 – 4 0 – 5 0 – 6             | 21' Wijnants 42' Wullaert 45' Wullaert 52' Wullaert 66' Wullaert 84' Wullaert | Van Seijst, Sneyers, Martin, Vandersanden , Geers, Duijsters, Van den Steen (46' Giuga), Vanaenrode, Voets (60' Steijvers), Vanhoudt (60' Kersten), Pauwels (85' Wils)           | 23' Geers 32' Sneyers                                                               |
| 23 april 2022 14:00 Aalter Ref.: Hannes De Couvreur                                  | Club YLA                                                                                  | 1 – 1                                           | KRC Genk Ladies                                                               | Van Seijst, Sneyers, Pauwels (64' Martin), Vandersanden , Geers, Duijsters, Gielen, Van den Steen, Vanaenrode, Kersten (61' Giuga), Voets (83' Vanhoudt)                         | 71' Brepoels (T1) 81' Duijsters 90' Vanhoudt 90' Kühn (KT) 90' Antunes Pereira (T3) |
| 23 april 2022 14:00 Aalter Ref.: Hannes De Couvreur                                  | Minnaert 69'                                                                              | 0 – 1 1 – 1                                     | 49' Kersten                                                                   | Van Seijst, Sneyers, Pauwels (64' Martin), Vandersanden , Geers, Duijsters, Gielen, Van den Steen, Vanaenrode, Kersten (61' Giuga), Voets (83' Vanhoudt)                         | 71' Brepoels (T1) 81' Duijsters 90' Vanhoudt 90' Kühn (KT) 90' Antunes Pereira (T3) |
| 27 april 2022 20:00 Maurice Dufrasnestadion Luik Ref.: Alexis Magas                  | Standard Luik                                                                             | 1 – 1                                           | KRC Genk Ladies                                                               | Van Wijngaarden, Sneyers, Martin, Vandersanden , Geers, Gielen, Van den Steen, Vanaenrode (90' Steijvers), Voets (80' Vanhoudt), Kersten (74' Giuga), Pauwels                    | 52' Kersten 66' Pauwels 90' Vandersanden                                            |
| 27 april 2022 20:00 Maurice Dufrasnestadion Luik Ref.: Alexis Magas                  | Vanmechelen 88'                                                                           | 0 – 1 1 – 1                                     | 32' Vandersanden                                                              | Van Wijngaarden, Sneyers, Martin, Vandersanden , Geers, Gielen, Van den Steen, Vanaenrode (90' Steijvers), Voets (80' Vanhoudt), Kersten (74' Giuga), Pauwels                    | 52' Kersten 66' Pauwels 90' Vandersanden                                            |
| 30 april 2022 14:00 Genk Ref.: Caroline Lanssens                                     | KRC Genk Ladies                                                                           | 1 – 4                                           | OH Leuven                                                                     | Van Seijst, Sneyers, Martin (46' Steijvers), Geers, Duijsters, Gielen , Van den Steen, Vanaenrode (46' Geraedts), Voets, Giuga (71' Wils), Vanhoudt (90' Bauwens)                | 22' Voets                                                                           |
| 30 april 2022 14:00 Genk Ref.: Caroline Lanssens                                     | Wils 81'                                                                                  | 0 – 0 0 – 2 0 – 3 0 – 4 1 – 4                   | 1' Johnsson Haahr 43' Johnsson Haahr 70' Detruyer 80' Eurlings                | Van Seijst, Sneyers, Martin (46' Steijvers), Geers, Duijsters, Gielen , Van den Steen, Vanaenrode (46' Geraedts), Voets, Giuga (71' Wils), Vanhoudt (90' Bauwens)                | 22' Voets                                                                           |